# Vitteaux
Vitteaux is een gemeente in het Franse departement Côte-d'Or (regio Bourgogne-Franche-Comté). De plaats maakt deel uit van het arrondissement Montbard. Vitteaux telde op 1 januari 2022 1.056 inwoners.

## Geografie
De oppervlakte van Vitteaux bedroeg op 1 januari 2022 20,7 vierkante kilometer; de bevolkingsdichtheid was toen 51 inwoners per km².
De onderstaande kaart toont de ligging van Vitteaux met de belangrijkste infrastructuur en aangrenzende gemeenten.

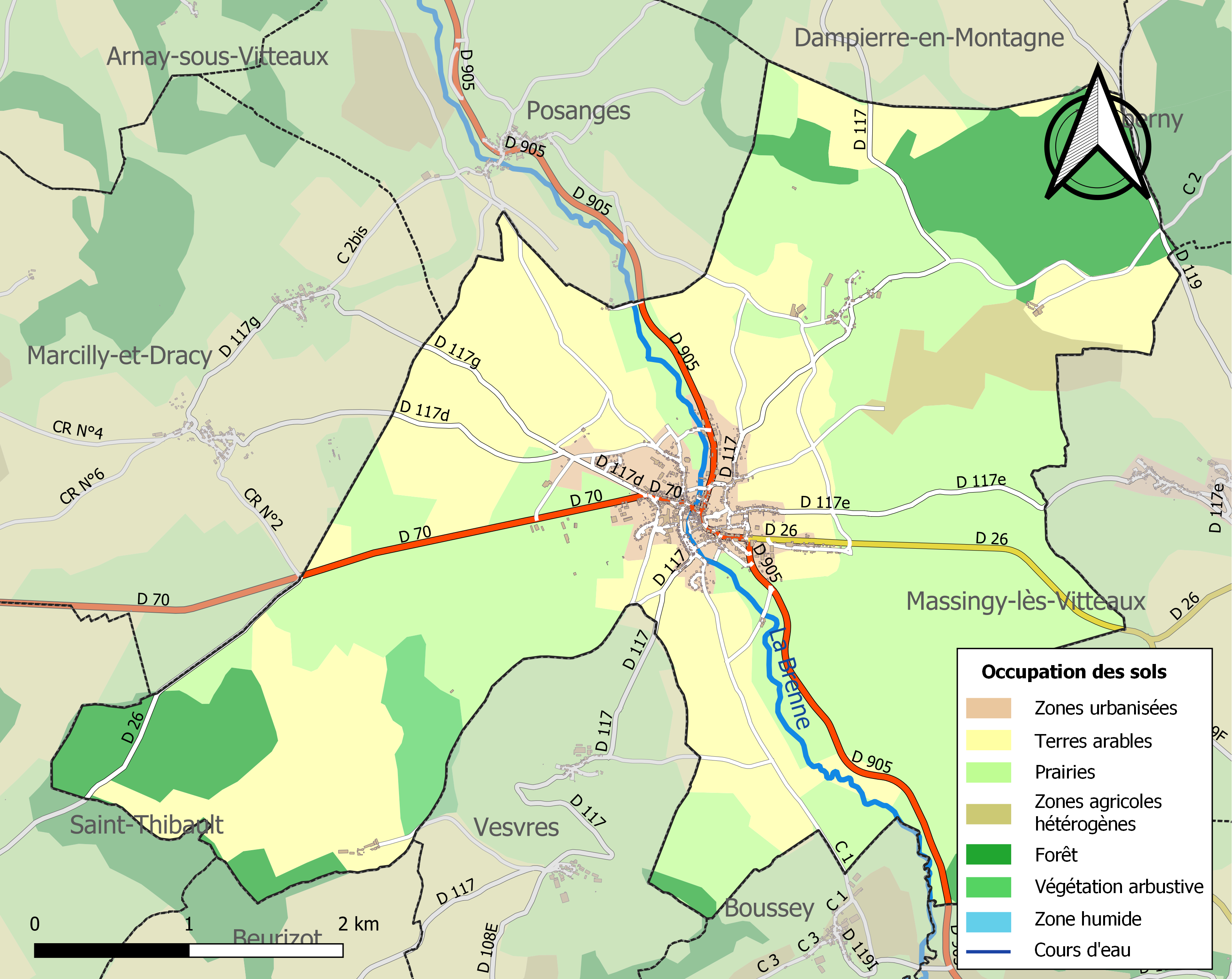

## Demografie
Onderstaande figuur toont het verloop van het inwonertal (bron: INSEE-tellingen).